# Pantherophis obsoletus
Pantherophis obsoletus är en ormart som beskrevs av Say 1823. Pantherophis obsoletus ingår i släktet Pantherophis och familjen snokar. IUCN kategoriserar arten globalt som livskraftig. Inga underarter finns listade i Catalogue of Life.
Arten förekommer i centrala och östra USA söderut till Texas samt i södra Kanada. Honorna lägger ägg.